# 772
| [ Edytuj tabelę ]          |                                               |
| Król Asturii               | - 768 Aurelio 774                             |
| Cesarz Bizancjum           | - 741 Konstantyn V Kopronim 775               |
| Chan Bułgarii              | - 768 Telerig 777                             |
| Cesarz Chin                | - 762 Tang Daizong 779                        |
| Król Essexu                | - 758 Sigeric 798                             |
| Król Franków               | - 768 Karol Wielki 814                        |
| Cesarz Japonii             | - 770 Kōnin 781                               |
| Kalif                      | - 754 Al-Mansur 775                           |
| Patriarcha Konstantynopola | - 766 Nicetas I 780                           |
| Król Longobardów           | - 757 Dezyderiusz 774                         |
| Król Mercji                | - 757 Offa 796                                |
| Król Nortumbrii            | - 765 Alhred 774                              |
| Papież                     | - 768 Stefan III (IV) 772 - 772 Hadrian I 795 |
| Doża Wenecji               | - 764 Maurizio Galbaio 787                    |
| Król Wessexu               | - 757 Cynewulf 786                            |

Rok 772 / DCCLXXII
stulecia: VII wiek ~
VIII wiek ~
IX wiek

lata: 762 «
767 «
768 «
769 «
770 «
771 «
772
» 773
» 774
» 775
» 776
» 777
» 782

## Wydarzenia
- 1 lutego – Hadrian I został wybrany na papieża.

- Początek wojny Karola Wielkiego z Sasami.

## Zmarli
- 24 stycznia - Papież Stefan III (IV)
- Amalberga z Temse - święta katolicka